# Krankenversicherung der Rentner
Die Krankenversicherung der Rentner (KVdR) ist in Deutschland ein Status des Versicherten in der gesetzlichen Krankenversicherung, ohne dass es sich um eine eigenständige Krankenversicherung handelt. Über die Krankenversicherung der Rentner werden Rentner mit einer Rente der Deutschen Rentenversicherung in ihrer jeweiligen gesetzlichen Krankenversicherung pflichtversichert, wenn sie
- diese Rente schriftlich beantragen
- einen Rentenanspruch haben und
- die Vorversicherungszeit erfüllen.

Wer diese Bedingungen nicht erfüllt, zuletzt aber in der gesetzlichen Krankenversicherung versicherungspflichtig, freiwillig versichert oder familienversichert war, setzt seine Versicherung im Regelfall als freiwillige Mitgliedschaft fort. Rechtsgrundlage der Krankenversicherung der Rentner ist vor allem § 5 Abs. 1 Nr. 11–12 SGB V. Eine Alternative ist die Private Krankenversicherung im Alter, sofern man sich für diese qualifiziert.

Die Krankenversicherung für Rentner wurde in Deutschland am 1. August 1941 eingeführt. Davor fielen mittellose erkrankte Rentner der öffentlichen Fürsorge anheim.

## Vorversicherungszeit
Die Vorversicherungszeit gilt als erfüllt, wenn seit der erstmaligen Aufnahme einer Erwerbstätigkeit bis zur Rentenantragstellung mindestens 9/10tel der zweiten Hälfte dieses Zeitraums eine Mitgliedschaft in der gesetzlichen Krankenversicherung (GKV) als Pflichtversicherung, freiwillige Versicherung oder Familienversicherung bestanden hat. Für jedes leibliche, Adoptiv- oder Pflegekind werden seit 2017 pauschal drei Jahre auf die Vorversicherungszeiten angerechnet, ganz gleich wer das Kind betreut hat.
Wenn man aus beruflich veranlassten Gründen (im Ausland oder bei einer internationalen Organisation beschäftigt) nicht Mitglied der GKV sein kann, ist es möglich, eine Anwartschaft bei ruhendem Leistungsanspruch (§ 16 SGB V) monatlich zu bezahlen, damit diese Zeiten als Vorversicherungszeiten gelten. Ausländische Versicherungszeiten können berücksichtigt werden, soweit diese Zeiten durch überstaatliches Recht oder durch ein zwischenstaatliches Sozialversicherungsabkommen gleichgestellt sind.

## Beitragssatz
KV-Beitrag:
Die Krankenversicherung für Rentner war für diese zunächst beitragsfrei. 1983 wurde von der schwarz-gelben Koalition ein Krankenversicherungsbeitrag von zunächst 5 % des Renteneinkommens beschlossen.
Seit dem 1. Januar 2009 gilt für KVdR-versicherte Rentner der einheitliche allgemeine Beitragssatz (§ 241, § 247 I SGB V), der je zur Hälfte von dem Rentner und dem Rentenversicherungsträger zu tragen ist.
Kassenindividueller Zusatzbeitrag:
Bis Ende 2014 zahlten die Rentner 0,9 % (§ 249a SGB V) zusätzlich, von 2015 bis 2018 trug jeder Rentner den individuellen Zusatzbeitrag seiner Krankenkasse (2015 durchschnittlich 0,9 % und 2016 durchschnittlich 1,1 %).
Seit dem 1. Januar 2019 tragen die Rentenversicherung und der Rentner auch den Zusatzbeitrag je zur Hälfte (§ 248 SGB V).

## Sonstige Einkünfte
Haben KVdR-pflichtversicherte Rentner noch weitere Einkünfte, z. B. aus einer betrieblichen Altersversorgung (keine private Rentenversicherung, keine Riester-Rente, keine Basisrente), Arbeitseinkommen, oder Einkünfte aus selbständiger Tätigkeit, so sind auch für diese Bezüge (bis zur Beitragsbemessungsgrenze) Beiträge an die KVdR abzuführen. Dabei zahlt der Rentner für diese Einkünfte selber den vollen Beitragssatz und teilt sich den Beitrag nicht mit der Zahlstelle der betrieblichen Altersversorgung oder der Einkünfte aus selbständiger Arbeit (§ 249a SGB V). Ist ein weiterhin berufstätiger Rentner in der Künstlersozialkasse pflichtversichert, teilt er sich den Beitragssatz mit der Künstlersozialkasse und ist direkt bei seiner entsprechenden Krankenkasse versichert. 
Für Betriebsrenten besteht in der Krankenversicherung (eine Freigrenze beziehungsweise) ein Freibetrag in Höhe von 1/20tel der Bezugsgröße (§ 18 SGB IV). Da die Bezugsgröße sich ändert, ändert sich somit auch der Freibetrag. Er betrug ab 1. Januar 2023 monatlich EUR 169,75, ab 1. Januar 2024 monatlich EUR 176,75. Von diesem Freibetrag profitieren nur in der KVdR Pflichtversicherte; freiwillig Versicherte müssen den vollen Beitrag zahlen.
Auf private Rentenversicherungen, Riester- und Basisrente sowie Kapitaleinkünfte und Mieteinnahmen zahlen in der KVdR pflichtversicherte Rentner keine Beiträge. Wer als Rentner die Voraussetzungen der KVdR nicht erfüllt, aber freiwilliges Mitglied einer GKV ist, zahlt den Beitrag auf alle Einnahmen.

## Formalia
Die Krankenkasse kann, soweit keine Mindestbindungsfrist besteht, frei gewählt werden.
Die Mitgliedschaft beginnt mit dem Tag der Stellung des Rentenantrags (§ 186 IX SGB V).